# میگل بری
میگل بری (انگلیسی: Miguel Berry؛ زادهٔ ۱۶ سپتامبر ۱۹۹۷) بازیکن فوتبال اهل اسپانیا است.
از باشگاه‌هایی که در آن بازی کرده‌است می‌توان به کلمبوس کرو اشاره کرد.